# Some Enchanted Evening
«Some Enchanted Evening» — заключна тринадцята серія першого сезону серіалу Сімпсони, прем'єра якої відбулася 13 травня 1990 року.

## Сюжет
Мардж помітила, що її ніхто не цінує, особливо Гомер. Залишившись одна, вона вирішує подзвонити доктору Марвіну Монро і поспілкуватися з ним про свої проблеми. Він говорить їй, що вона повинна сказати Гомеру про все, що «наболіло у неї на душі», а якщо він і після цього не зверне на неї належної уваги, то вона повинна піти від нього.
Гомер, який працював у цей час на АЕС, почув розмову Мардж і після цього весь вечір не наважувався піти додому, сидячи у Мо. Зрештою сам Мо радить Гомеру піти з Мардж в який-небудь ресторан, а потім провести ніч в мотелі, залишивши дітей вдома. Гомер погоджується з ним.
Тим часом Мардж чекає Гомера, але, коли він з'являється з трояндою і коробкою цукерок, вона тут же прощає його і погоджується поїхати з ним в мотель. Йдучи, вони подзвонили в службу догляду за дітьми, щоб їм прислали няню, причому їм доводиться брехати, що вони не Сімпсони, а Сампсони (у серії згадано, що Сімпсони знаходяться в чорному списку цієї фірми). До них прийшла няня, що представилася міс Ботс. Вона включила для Барта і Лізи касету «Щасливі ельфи», а сама пішла на другий поверх укладати Меггі. Барту набридає дивитися цей мультфільм і він включає передачу «Найнебезпечніші злочинці Америки», де йшлося про грабіжницю, яка працює нянею, і поки вдома немає дорослих, в'яже дітей і краде з будинку все, що можна винести. На фотороботі няні-грабіжниці, показаної в тій передачі, зображена міс Ботс. Водночас міс Батсуковські (справжнє ім'я злочинниці) зв'язала Барта і Лізу, але, завдяки допомозі Меггі, їм вдається втекти, зв'язати міс Батс і подзвонити в поліцію, щоб повідомити про упіймання няні-грабіжниці.
Мардж з Гомером в цей час проводили ніч в мотелі, але, коли Мардж подзвонила додому, їй ніхто не відповів, і вони вирішують повернутися. Приїхавши додому, вони не знайшли Барта і Лізу, які дзвонять в цей час в поліцію по міському таксофону, але зате знайшли пов'язану міс Батс, і, так як вони думали, що це були пустощі дітей, відпускають її не тільки з усім вкраденим, але ще й з потрійною платою, щоб у неї «не залишилося неприємного осаду». Через секунду приїжджає телебачення і поліція, яких Гомер запевняє в тому, що його єдиноборство з міс Батс було схоже на бої Брюса Лі.
В результаті Сімпсонів обікрали, злочинниця втекла, а єдиною радістю Гомера був той факт, що він виростив дітей, здатних знешкодити небезпечну злочинницю.

## Виробництво
Незважаючи на те, що цей епізод вийшов в ефір як останній епізод першого сезону, він був першим епізодом у виробництві та мав бути першим епізодом, який вийшов в ефір із півгодинного шоу. Серіал є поділом із «Шоу Трейсі Ульман», у якому сім’я вже знімалася в серії однохвилинних короткометражних фільмів. Персонажі вже були створені, але їх потрібно було доопрацювати, щоб здійснити півгодинне шоу. Таким чином, цей епізод був задуманий як знайомство з героями. Творець «Сімпсонів» Метт Грюнінг і сценарист Сем Саймон (з такого телесеріалу, як «На здоров’я») написали сценарій для епізоду. І Гренінгу, і Саймону приписують розробку серіалу разом із виконавчим продюсером Джеймсом Л. Бруксом. Назва «пані Ботц» була заснована на реальній людині, яка колись няньчила Грюнінга.
Вперше епізод був знятий Кентом Баттервортом. Klasky Csupo, анімаційна студія, яка створила попередні короткометражки Сімпсонів, відповідала за анімацію, за одним винятком. За роки виробництва короткометражок все створювалося власними силами. З міркувань бюджету виробництво було передано субпідрядником південнокорейській анімаційній студії AKOM. У той час як макет персонажа та фону було зроблено в Лос-Анджелесі, між тим розфарбовування та зйомка виконувалося закордонною студією. Невдача сталася, коли цей епізод, перший, що повернувся з Кореї, був показаний перед виробничим персоналом Gracie Films. Початкова реакція Брукса на анімацію була «Це лайно». Після цього кімната майже звільнилася. Між Бруксом і керівником анімаційної студії Klasky-Csupo Габором Чупо виникла гаряча суперечка, який заперечив, що з анімацією було щось не так, і припустив, що справжня проблема полягає в якості сценарію шоу.
Продюсери вважали, що анімація не демонструє чіткого стилю, передбаченого для шоу. У той час було лише кілька варіантів стилю анімації; зазвичай аніматори наслідували стилі Disney, Warner Bros. або Hanna-Barbera. Мультфільми Діснея та Ворнер Бразерс, як правило, розгорталися в гнучких всесвітах, у яких персонажі та середовище, здавалося, зроблені з гуми. Навпаки, шоуранери хотіли створити реалістичне середовище, в якому персонажі та об’єкти не могли б робити нічого, що було б неможливо в реальному світі, але одним із прикладів ранніх робіт AKOM була їхня анімація дверей із ефектом гуми, яку вони хотіли. щоб уникнути. Тим часом стиль Ганни-Барбери спирався на перебільшені звукові ефекти, які вони також не хотіли використовувати.
Продюсери розглядали можливість припинити серіал, якщо наступний епізод, «Барт — Геній», виявиться таким, як цей епізод, але, на щастя, виявилося, що він має лише кілька проблем, які легко виправити. Після цього вони попросили Fox відкласти прем'єру серіалу на кілька місяців. Потім прем’єра переключилася на «Сімпсони смажать на відкритому вогні», який мав вийти в грудні як різдвяний спеціальний випуск. Це гарантувало, що більше часу можна витратити на вирішення проблем анімації та переписування більшої частини цього епізоду. Режисерськими перезйомками займався Девід Сільверман, який уже мав значний досвід режисури короткометражок. Сільверман вважає, що близько 70% усього довелося переробляти. Більшість цих перезйомок складалися зі зміни фону. Результатом є епізод, у якому анімація нерівномірна, оскільки вона зміщується між ранньою анімацією та повторними зйомками. Досі можна побачити, як грюкають двері, ніби вони зроблені з гуми. Цензори Fox хотіли замінити речення «блакитна річ речами», які вони вважали занадто сексуальними. Через те, що мережа Fox була лише зародженою, Брукс отримав незвичайне договірне положення, яке гарантувало, що мережа не може втручатися у творчий процес, надаючи нотатки про шоу, тому шоуранери просто ігнорували цензорів.
В епізоді представлено кілька ранніх дизайнів персонажів; У цьому епізоді у Мо Сизляка чорне волосся, яке пізніше було змінено на сиве, а у Барні Гамбла жовте волосся, яке пізніше було змінено на каштанове, щоб відрізнити колір волосся персонажа від кольору його шкіри. Через затримку трансляції є також кілька помилок безперервності. Маленький помічник Санти, наприклад, не з’являється в цьому епізоді, незважаючи на те, що він представлений у «Сімпсони смажать на відкритому вогні». Хенка Азарію в той час вважали запрошеною зіркою для зображення Метра. У цьому епізоді Мо Сизляка спочатку озвучував Крістофер Коллінз, але коли Хенк Азарія придумав свою версію, вони вирішили, що Хенк Азарія замінить Крістофера Коллінза як голос Мо у всіх наступних появах. Азарія став постійним учасником акторського складу у другому сезоні.

## Цікаві факти та культурні відсилання
- Переслідування міс Ботс, Барта в підвалі нагадує переслідування Робертом Мітчемом молодого хлопця у фільмі «Ніч мисливця».
- У Таверні Мо грає пісня «He Man That Got Away» з ремейку фільму «Зірка народилася» 1954 року.
- Перед тим, як епізод вийшов в ефір, міс Ботс, голос за кадром Пенні Маршалл , працювала з Бруксом над деякими шоу, які він створював у 1970-х роках. Ці стосунки включали її те, що вона була постійною учасницею серіалу «Друзі та коханці» та тричі виступала в якості гостя в «Шоу Мері Тайлер Мур».
- Сцена, коли міс Ботс передає Барту відеомагнітофон «Щасливих маленьких ельфів» і каже йому, що він, Ліса та Меггі збираються його подивитися, була анімована Деном Хаскеттом, який раніше анімував сцену зізнання Барта в епізоді «Барт— геній».